# Црква Светог Георгија у Поповићу
Црква Светог Георгија у Поповићу, насељеном месту на територији Градске општине Сопот, подигнута је 1864. године, припада Епархији шумадијској Српске православне цркве.